# Plains (Texas)
Plains is een plaats (town) in de Amerikaanse staat Texas, en valt bestuurlijk gezien onder Yoakum County.

## Demografie
Bij de volkstelling in 2000 werd het aantal inwoners vastgesteld op 1450.
In 2006 is het aantal inwoners door het United States Census Bureau geschat op 1460, een stijging van 10 (0,7%).

## Geografie
Volgens het United States Census Bureau beslaat de plaats een oppervlakte van
2,6 km², geheel bestaande uit land. Plains ligt op ongeveer 1110 m boven zeeniveau.

## Plaatsen in de nabije omgeving
De onderstaande figuur toont nabijgelegen plaatsen in een straal van 44 km rond Plains.